# Greatest Hits: Back to the Start
Greatest Hits: Back to the Start är ett samlingsalbum med Megadeth, släppt den 28 juni 2005. Nästan alla låtar kommer från bandets tidiga thrash/speed metal-dagar på 1980-talet och början 1990-talet, därav titeln. Albumet står därmed i skarp kontrast till det förra samlingsalbumet Capitol Punishment: The Megadeth Years som fokuserade på bandets lättare hårdrock från 1990-talet.

## Låtlista
1. "Holy Wars... The Punishment Due" - 6:36
2. "In My Darkest Hour" - 6:16
3. "Peace Sells" - 4:04
4. "Sweating Bullets" - 5:03
5. "Angry Again" - 3:47
6. "A Tout Le Monde" - 4:28
7. "Trust" - 5:11
8. "Kill the King" - 3:43
9. "Symphony of Destruction" - 4:02
10. "Mechanix (2002 Remix)" - 4:22
11. "Train of Consequences" - 3:26
12. "Wake Up Dead" - 3:40
13. "Hangar 18" - 5:14
14. "Dread and the Fugitive Mind" - 4:25
15. "Skin O' My Teeth" - 3:13
16. "She-Wolf" - 3:37
17. "Prince of Darkness" - 6:26